# Popillia plagiata
Popillia plagiata är en skalbaggsart som beskrevs av Eugène Benderitter 1929. 
Popillia plagiata ingår i släktet Popillia och familjen Rutelidae. Inga underarter finns listade i Catalogue of Life.